# Colombeia (bibliografía)
Colombeia es el nombre del extenso archivo del venezolano Francisco de Miranda, prócer de la Independencia Hispanoamericana. El nombre proviene de Colombia, pues tras dar el nombre de continente colombiano a lo que hoy conocemos como Hispanoamérica, Miranda creó el derivado griego Colombeia es decir papeles, documentos relativos a Colombia. Para este nombre se inspiró en el poema de la exesclava estadounidense Phillis Wheatley, quien había acuñado el término Columbia en His Excellency General Washington, composición en honor al héroe de la independencia de Estados Unidos.
El archivo tuvo su origen en las detalladas anotaciones que tomaba Miranda durante sus viajes alrededor del mundo. Consta de 63 volúmenes divididos en 3 secciones:
- Viajes: En esta sección Miranda describe sus travesías por Europa, el Norte de África, Turquía y América, desde su vida diaria hasta las relaciones que mantiene con las grandes figuras de la época: Washington, Catalina II la Grande, Napoleón Bonaparte, etc. En ésta sección, Miranda es el espectador de la Europa ilustrada en vísperas de la revolución.

- Revolución francesa: Contiene sus vivencias en la Francia revolucionaria, su vida como general de la revolución y sus campañas en los Países Bajos así como las persecuciones y encarcelamientos que sufre bajo el reinado del Terror de Robespierre, y su expulsión definitiva del país en 1801 decretada por Bonaparte.

- Negociaciones: Trata sobre sus negociaciones con los gobiernos de Inglaterra, Francia y Estados Unidos de América donde busca el apoyo de dichos países para la Revolución Hispanoamericana, así como sus expediciones a las costas venezolanas de 1805-1807.

El archivo, que se creía perdido, fue localizado en 1926 en Cirencester, Inglaterra por el doctor Alberto Adriani, quien residía en Londres y realizó todos los trámites para que el gobierno de Venezuela lo adquiriera. El doctor Caracciolo Parra Pérez, quien fungía como Ministro de Relaciones Exteriores y era amigo y paisano de Adriani, acepta la propuesta y toma para sí la paternidad del descubrimiento, Adriani lo confesaría luego a un buen amigo a quien declaró sentirse bien servido con la patria a pesar de que su nombre no apareció en ningún lado. 
Una de las publicaciones más antiguas es el Índice de los volúmenes contenidos en el archivo de Francisco de Miranda. Esta publicación fue ordenada por el entonces Ministro de Instrucción Pública, Dr. Rubén Gónzalez, Academia Nacional de la Historia, Editorial Sudamérica, en Caracas. El Dr. Vicente Dávila actuó como supervisor académico de la publicación.  (Imprenta América. Caracas, 1927).
La primera edición se publicó en 1950 en conmemoración de su Bicentenario, en 24 volúmenes, cuya revisión estuvo a cargo de una comisión designada por
la Academia Nacional de la Historia y los volúmenes fueron impresos en 1950 por los “Talleres Tipográficos” de la Editorial Lex, en La Habana, Cuba.
La segunda edición de los manuscritos es de 1978. Esta edición, revisada por un equipo técnico coordinado por Doña Josefina Rodríguez de Alonso, aún se encuentra en proceso de elaboración y cuenta con apoyo financiero del Gobierno de Venezuela. Los integrantes del equipo técnico son:
Señora Gloria Henriquez Uzcategui y Sra. Miren J. Basterra Ariño. Documentación visual
(fotos, videos tomados del elemento de patrimonio documental)
En 2007, la Academia Nacional de la Historia de Venezuela, representada por Ermila Troconis de Veracoechea, Elías Pino Iturrieta, Ildefonso Leal, Blas Bruni Celli, Tomás Polanco Alcántara y Carmen Bohórquez, solicitan la inclusión del Archivo en el Programa Memoria del Mundo de la UNESCO. Ese mismo año, la UNESCO acepta la inclusión en el Programa.
En 2010, el gobierno venezolano ordena el traslado de Colombeia desde el archivo de la Academia Nacional de la Historia al Archivo General de la Nación de Venezuela.

## Proyecto de Colombeia

A la izquierda, límites de la nación de "Colombia" según el Proyecto Constitucional de Francisco de Miranda en 1798.

Colombeia o Colombia fue un proyecto de federación republicana centralizada ideado en 1783 por Francisco de Miranda para agrupar a las naciones americanas independizadas del Imperio español después de las guerras de independencia hispanoamericanas. Abarcaría desde el Río Misisipi hasta Cabo de Hornos, y estaría gobernado bajo la dirección de uno o dos Incas.
Tomando en cuenta las dificultades comunicativas de este nuevo imperio, la capital del mismo estaría el istmo de Panamá, como punto equidistante del vasto territorio y se llamaría Colombo. La religión oficial sería el catolicismo. Fue un proyecto pionero de la unión latinoamericana, tomado por Simón Bolívar y consolidado posteriormente en un Estado conocido como Gran Colombia, que al escindirse en tres fue preservado como nombre por el Estado moderno de Colombia.